# Бушковська
Бушко́вська (рос. Бушковская) — присілок у складі Лузького району Кіровської області, Росія. Входить до складу Папуловського сільського поселення.
Населення становить 3 особи (2010, 12 у 2002).
Національний склад станом на 2002 рік — росіяни 100 %.